# 흰말채나무
흰말채나무(학명 : Cornus alba L.,紅瑞木, シラタマミズキ)는 층층나무과의 낙엽활엽관목으로 유럽,시베리아, 중국 북부 및 한국북부지역에서 자생하고 있으며, 붉은색 가지를 가지고 있어  관상수로 가치가 높아 전국 공원이나 정원에 많이 식재하고 있다.
흰말채나무의 꽃은 흰색으로 5~6월에 가지 끝에서 자잘한 개체들이 군집을 이루어 피며, 4개의 수술이 꽃잎보다 길게 나오는 것이 특징이다. 열매는 7~9월에 푸른빛을 띠는 흰색으로 익는다. 흰말채나무에서 가장 특징적인 부분은 수피를 꼽을 수 있는데. 여름에는 청색이었다가 겨울이 될수록 광택이 있는 붉은빛을 많이 띈다. 눈을 배경으로 한 붉은색의 수피는 고요한 겨울의 분위기를 보다 밝게 연출하고 있다.
흰말채나무라는 이름은 ‘열매가 흰색이며 말채나무와 비슷한 나무’라는 뜻에서 유래되었다. 수피가 짙은 자주색이라 홍서목(紅瑞木) 이라고도 불리며  . 영명에 공통적으로 'dogwood'란 단어가 들어가는 것은 17세기 초 영국에서 cornus속에 속하는 나무들의 껍질이나 열매를 넣어 다린 물로 진드기가 붙은 개를 목욕시키거나, 개에 물린 상처를 치료하는데 사용되어 'Hound's tree(사냥개 나무)', ‘dogberry(개열매)'로 불리다가 지금의 cornus 속에 통칭하여 ‘독우드(dogwood)'란 이름이 붙어졌다는 설이 있다

유사한 종으로는 노랑말채나무가 있다. 흰말채나무와 마찬가지로 열매가 흰색이나, 수피가 노란색인 것이 차이점이다.

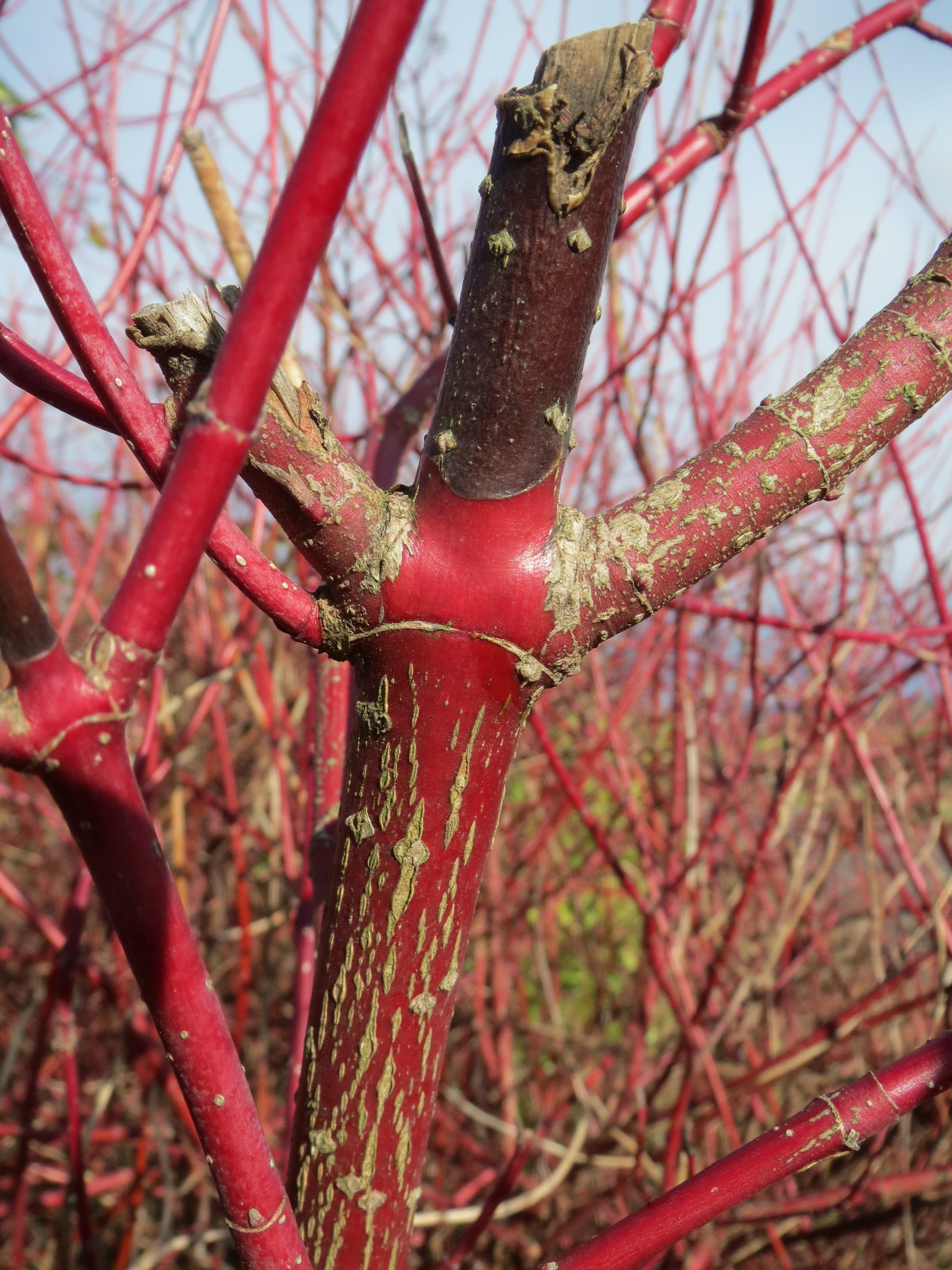
겨울이 될수록 광택이 있는 붉은빛을 많이 띈다.
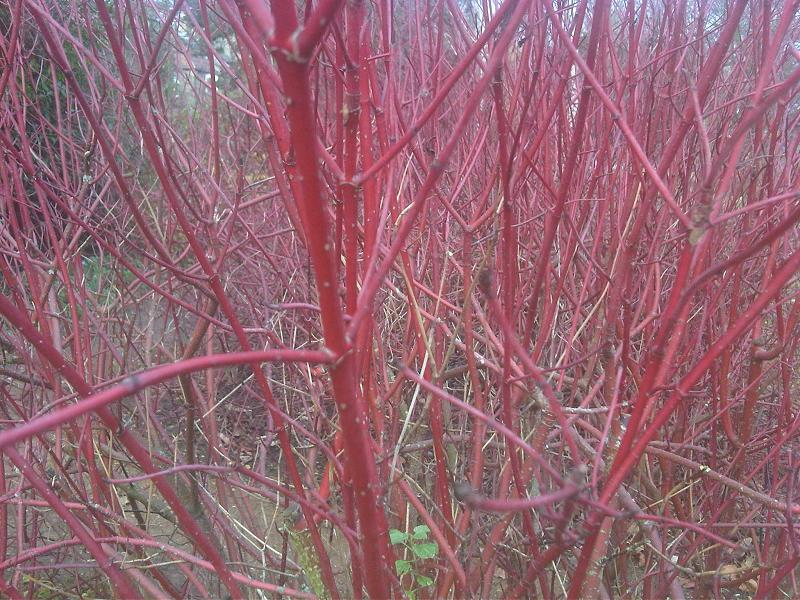
붉은 수피
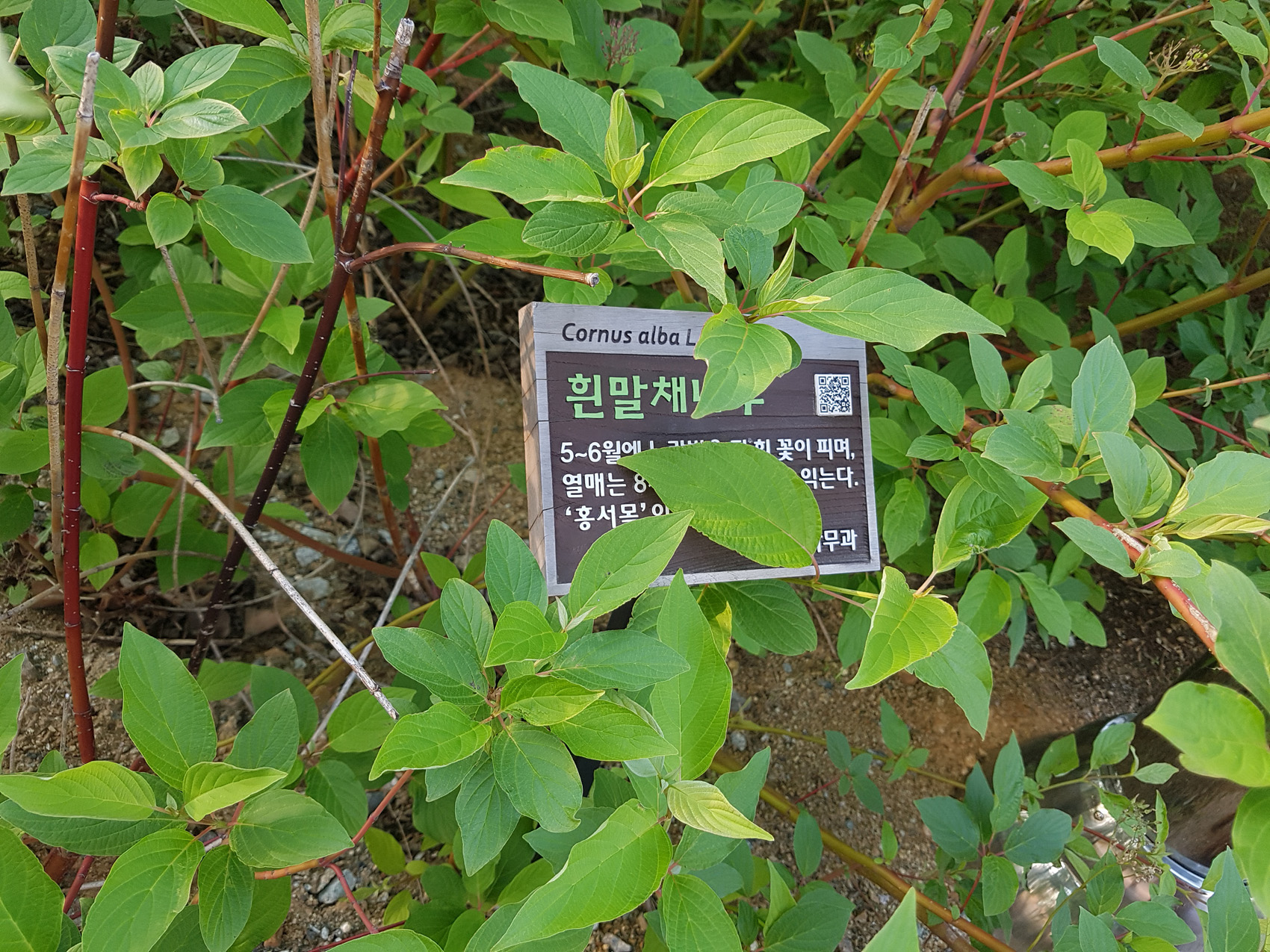
관상수로 쓰인다.